# Ulrike Röseberg
Ulrike Röseberg (* 15. Oktober 1978 in Berlin) ist eine deutsche Theater- und Fernsehschauspielerin.

## Leben
Ulrike Röseberg absolvierte nach dem Abitur von 1999 bis 2003 ihr Schauspielstudium in der brandenburgischen Landeshauptstadt Potsdam an der staatlichen Hochschule für Film und Fernsehen „Konrad Wolf“ am Studio Babelsberg und machte dort ihren Abschluss mit Diplom. Sie spielte nach ihrem Festengagement am Salzburger Landestheater auf einigen Theaterbühnen, unter anderem am Bregenzer Landestheater und an der Klosterruine Boitzenburg. Die Rolle der Annette Bergmann in der Fernsehserie Alles was zählt, die sie von 2006 bis 2012 spielte, war ihre erste große Fernsehrolle; am 1. Juni 2012 starb sie in Folge 1445 den Serientod. Seitdem ist sie in diversen Fernsehformaten zu sehen, unter anderem in Heiter bis tödlich: Zwischen den Zeilen, SOKO Köln, SOKO Leipzig, Block B – Unter Arrest.
Im August 2013 ist sie mit ihrer langjährigen Freundin Franzi eine eingetragene Lebenspartnerschaft eingegangen. Im Februar 2021 nahm sie an der Initiative #actout im SZ-Magazin mit 184 anderen lesbischen, schwulen, bisexuellen, queeren, nicht-binären und trans* Schauspielern teil. Neben ihrer Schauspielkarriere arbeitet sie auch als Videocoach.

## Filmografie (Auswahl)
- 2006–2015: Alles was zählt (Fernsehserie, 203 Folgen)
- 2008: Wechseljahr (Kurzfilm)
- 2010: SOKO Köln (Fernsehserie, Folge Katz und Maus)
- 2010: Stralsund – Außer Kontrolle (Fernsehreihe)
- 2013: Eine verhängnisvolle Nacht
- 2013: Heiter bis tödlich: Zwischen den Zeilen (Fernsehserie, Folge Zu viel Zukunft ist auch nicht gut)
- 2013: SOKO Leipzig (Fernsehserie, Folge Klassenclown)
- 2015: Block B – Unter Arrest (Fernsehserie, 10 Folgen)
- 2017: Love Is in the Air
- 2017: Kein Herz für Inder
- 2020: Bettys Diagnose (Fernsehserie, Staffel 07, Folge 15: Der nächste Schritt)
- 2021: Der Usedom-Krimi: Entführt
- 2021: Die Heiland – Wir sind Anwalt (Fernsehserie, Folge: Der unsichtbare Feind)
- 2023: SOKO Wismar (Fernsehserie, Folge: Wanderjahre)